# Trabzonspor BK
O Trabzonspor Basketbol Kulübü, era o departamento de basquetebol do clube multi-esportivo Trabzonspor Kulübü sediado na cidade de Trebizonda, Turquia que disputava a Liga Turca. Foi fundado em 2008 e mandava seus jogos na Hayri Gür Arena com capacidade para 7500 espectadores.

## Patrocinadores
- Trabzonspor : 2008–2010
- Medical Park Trabzonspor : 2010–2011
- Trabzonspor : 2011–2013
- Trabzonspor Medical Park : 2013–2018

## Melhores Resultados
- Liga Turca de Basquetebol

Quarto: (1) 2015
- Liga Turca (Segunda Divisão)

Campeões (2): 2010, 2013
- EuroChallenge

Finalista: (1) 2015

## Temporada por Temporada
| Temporada | Competições Domésticas | Competições Domésticas | Competições Domésticas | Competições Domésticas | Copas da Turquia  | Competições Europeias | Competições Europeias | Competições Europeias |
| Temporada | Nível                  | Liga                   | Pos.                   | Pós Temporada          | Copas da Turquia  | Nível                 | Liga                  | Resultado             |
| --------- | ---------------------- | ---------------------- | ---------------------- | ---------------------- | ----------------- | --------------------- | --------------------- | --------------------- |
| 2008–09   | 2                      | TB2L                   | 1                      | Fase Final3º           | –                 | –                     | –                     | –                     |
| 2009–10   | 2                      | TB2L                   | 2                      | PromovidoCampeão       | –                 | –                     | –                     | –                     |
| 2010–11   | 1                      | TBL                    | 11                     | –                      | Semifinalista     | –                     | –                     | –                     |
| 2011–12   | 1                      | TBL                    | 15                     | Rebaixado              | Fase de Grupos    | –                     | –                     | –                     |
| 2012–13   | 2                      | TB2L                   | 1                      | PromovidoCampeão       | –                 | –                     | –                     | –                     |
| 2013–14   | 1                      | TBL                    | 9                      | –                      | Quartas de Finais | –                     | –                     | –                     |
| 2014–15   | 1                      | TBL                    | 6                      | Semifinalista          | Fase de Grupos    | 3                     | EuroChallenge         | Finalista             |
| 2015–16   | 1                      | TBL                    | 11                     |                        |                   | 2                     | EuroCopa              | Top 32                |
| 2016-17   | 1                      | TBL                    | 12                     |                        |                   |                       |                       |                       |
| 2017-18   | 1                      | BSL                    | 13                     |                        |                   |                       |                       |                       |